# Lampinsaari
Lampinsaari (förr även Kaivoskylä) är en tätort i Brahestads stad (kommun) i landskapet Norra Österbotten i Finland. Vid tätortsavgränsningen den 31 december 2021 hade Lampinsaari 216 invånare och omfattade en landareal av 0,62 kvadratkilometer.
Före Vihanti inkorporerades i Brahestads stad 2013, låg tätorten i Vihanti kommun.
Orten växte upp som ett gruvsamhälle kring Vihanti gruva (finska: Vihannin kaivos), ägd och brukad av Outokumpu Abp 1954-1992.

## Befolkningsutveckling
| Befolkningsutvecklingen i Lampinsaari 1960–2021                 | Befolkningsutvecklingen i Lampinsaari 1960–2021 | Befolkningsutvecklingen i Lampinsaari 1960–2021 | Befolkningsutvecklingen i Lampinsaari 1960–2021 | Befolkningsutvecklingen i Lampinsaari 1960–2021 |
| --------------------------------------------------------------- | ----------------------------------------------- | ----------------------------------------------- | ----------------------------------------------- | ----------------------------------------------- |
|                                                                 |                                                 |                                                 |                                                 |                                                 |
| År                                                              |                                                 |                                                 | Folkmängd                                       | Landareal (km²)                                 |
| 1960                                                            | 1960                                            |                                                 | 1 149                                           | 2,00                                            |
| 1970                                                            | 1970                                            |                                                 | 988                                             | 2,00                                            |
| 1980                                                            | 1980                                            |                                                 | 426                                             | 2,3                                             |
| 1985                                                            | 1985                                            |                                                 | 490                                             |                                                 |
| 1995                                                            | 1995                                            |                                                 | 398                                             | 1,0                                             |
| 2000                                                            | 2000                                            |                                                 | 353                                             | 0,8                                             |
| 2005                                                            | 2005                                            |                                                 | 334                                             | 0,9                                             |
| 2010                                                            | 2010                                            |                                                 | 298                                             | 0,69                                            |
| 2015                                                            | 2015                                            |                                                 | 247                                             | 0,63                                            |
| 2020                                                            | 2020                                            |                                                 | 218                                             | 0,62                                            |
| 2021                                                            | 2021                                            |                                                 | 216                                             | 0,62                                            |
| Anm.: 1960-1985 som Kaivoskylä. Ej tätort 1990. Ny tätort 1995. |                                                 |                                                 |                                                 |                                                 |